# Manuel Pío López Estrada
Manuel Pío López Estrada (* 5. Mai 1891 in Jojutla, Morelos, Mexiko; † 11. August 1971) war ein mexikanischer Geistlicher und römisch-katholischer Erzbischof von Jalapa.

## Leben
Manuel Pío López Estrada empfing am 28. Oktober 1914 das Sakrament der Priesterweihe.
Am 16. Juni 1934 ernannte ihn Papst Pius XI. zum Bischof von Tacámbaro. Der Erzbischof von Mexiko-Stadt, Pascual Díaz y Barreto SJ, spendete ihm am 5. August desselben Jahres die Bischofsweihe; Mitkonsekratoren waren der Bischof von Zamora, Manuel Fulcheri y Pietrasanta, und der Bischof von Cuernavaca, Francisco María González y Arias. Am 11. Oktober 1939 ernannte ihn Pius XI. zum Bischof von Veracruz-Jalapa. Die Amtseinführung fand am 7. Dezember desselben Jahres statt. Am 13. Juli 1951 ernannte ihn Papst Pius XII. zum Erzbischof von Veracruz-Jalapa.
Papst Paul VI. nahm am 18. April 1968 das von Manuel Pío López Estrada aus Altersgründen vorgebrachte Rücktrittsgesuch an und ernannte ihn zum Titularerzbischof von Druas. Am 31. Dezember 1970 verzichtete López Estrada auf das Titularbistum Druas.
Manuel Pío López Estrada nahm an allen vier Sitzungsperioden des Zweiten Vatikanischen Konzils teil.